# Писательская рота
Писательская рота — подразделение Красной Армии, сформированное из московских ополченцев в 1941 году. В писательской роте служили преимущественно профессиональные литераторы, члены Союза советских писателей. Писательскими были 3-я рота и, в меньшей степени, 2-я рота, 1-го батальона 22-го стрелкового полка 8-й Краснопресненской дивизии народного ополчения Москвы. Вопросами призыва литераторов на службу занималась сформированная для этого Оборонная комиссия Союза писателей.
Около половины из восьмидесяти имён на мемориальной доске в Центральном доме литераторов принадлежат бойцам писательских рот. Большинство из них погибло в октябре 1941 года во время битвы за Москву.

## История формирования
8-я стрелковая дивизия была сформирована в соответствии с постановлением № 10 от 04.07.1941 «О добровольной мобилизации трудящихся Москвы и Московской области в дивизии народного ополчения». Запись в дивизию велась сугубо добровольно. Помимо членов Союза писателей в состав дивизии записались работники и студенты Московского государственного университета. В первую неделю её ряды пополнили 1065 человек: 213 математиков и механиков, 163 историка, 158 физиков, 155 географов, 148 химиков, 138 биологов, 90 геологов. 24 человека имели звание профессора и степень доктора наук. Также в ополчение вступили представители музыкальных и театральных профессий.
Работников одного коллектива старались направлять в одно подразделение, что способствовало повышению их боевой слаженности. Так появились «учёная», «писательская» роты, а музыканты сформировали «Батальон имени Чайковского». При этом в одном подразделении служили разновозрастные бойцы, старшие из которых имели боевой опыт, полученный в гражданскую и Советско-финскую войну. Часть бойцов имела опыт службы в Красной Армии или обучалась владению оружием в стрелковых кружках, однако многие являлись сугубо гражданскими лицами, в том числе не призванные в армию по состоянию здоровья.
Отдельной проблемой являлось материальное обеспечение, которое частично осуществлялось за счёт предприятий Краснопресненского района, а иногда и по личной инициативе бойцов. Общее число бойцов дивизии в июле 1941 года достигло 7000 человек. В соответствии с приказом командующего Московским военным округом к середине июля они вышли из Москвы и сосредоточились в 30 км от города в лесу в районе Николо-Урюпино и Бузланово.
Вот как описывает сборы и отправку роты на фронт очевидец тех событий, известная русская поэтесса Марина Цветаева:
11 июля уходило на фронт московское ополчение, ушла и писательская рота. Я видела эту роту добровольцев, она проходила через площадь Восстания к зоопарку, к Красной Пресне, это было тоскливое и удручающее зрелище — такое невоинство! Сутулые, почти все очкарики, белобилетники, освобождённые от воинской повинности по состоянию здоровья или по возрасту, и шли-то они не воинским строем, а какой-то штатской колонной…Марина Цветаева
Основные бои дивизия вела 6 и 7 октября 1941 года под Ельней. После угрозы окружения она не получила приказа отступать и оказалась отрезанной от основных сил. Потери составили более половины состава, многие попали в списки пропавших без вести. Оставшиеся выходили через линию фронта к своим войскам или присоединялись к партизанским отрядам. В конце ноября 1941 года дивизия была официально расформирована.

## Список бойцов-литераторов писательских рот
Состав писательской роты приводится со слов Бориса Рунина.
- Аверьянов, Вячеслав Андреевич (1897—1941), драматург
- Афанасьев, Вячеслав Николаевич (1903—1943), поэт
- Афрамеев, Николай Сергеевич (1894—?), писатель
- Базилевский, Натан Григорьевич (1897—1965), драматург
- Бек, Александр Альфредович (1902—1972), писатель
- Бляхин, Павел Андреевич (1886—1961), писатель
- Бобрышев, Василий Тихонович (1900—1941), редактор
- Вакс, Борис Арнольдович (1889—?), драматург
- Вильям-Вильмонт, Николай Николаевич (1901—1986), переводчик
- Винер, Меер Зелигович (1893—?), писатель и литературовед
- Волосов, Марк Григорьевич (1895—?), переводчик
- Глинка, Глеб Александрович (1903—1989), прозаик
- Гурштейн, Арон Шефтелевич (1895—1941), литературный критик
- Данин, Даниил Семёнович (1914—2000), писатель
- Дубровин, Василий Дмитриевич (1897—?), писатель
- Жаткин, Пётр Лазаревич (1894—1968), драматург
- Железнов, Павел Ильич (1907—1987), поэт
- Жига, Иван Фёдорович (1895—1949), писатель
- Жучков, Андрей, поэт
- Замчалов, Григорий Емельянович (1901—?), детский писатель
- Злобин, Степан Павлович (1903—1965), писатель
- Зозуля, Ефим Давидович (1891—1941), писатель
- Иллеш, Бела (1895—1974), венгерский писатель
- Казакевич, Эммануил Генрихович (1913—1962), писатель
- Квасницкий, Виталий Иванович (1898—?), драматург
- Кирьянов, Сергей Леонидович (1907—1982), литературный критик
- Клягин, Константин Иванович (1894—1942), писатель
- Корабельников, Григорий Маркович (1904—1996), литературный критик
- Кудашёв, Василий Михайлович (1902—1944), писатель
- Кунин, Константин Ильич (1909—1941), писатель
- Кушниров, Арон Давидович (1890—1949), поэт
- Либединский, Юрий Николаевич (1898—1959), писатель
- Лузгин, Михаил Васильевич (1899—1942), писатель
- Миних, Александр Викторович (1903—1941), поэт
- Молчанов, Иван Иванович (1901—1958), поэт
- Наврозов, Андрей Петрович (1900—1941), драматург
- Островой, Сергей Григорьевич (1911—2005), поэт
- Петров, Сергей Фёдорович (1903—1941), редактор[7]
- Росин, Самуил Израилевич (1892—1941), поэт
- Роскин, Александр Иосифович (1898—1941), литературовед, детский писатель, литературный и театральный критик
- Рунин, Борис Михайлович (1912—1994), литературный критик
- Сикар, Евгений Самуилович (1912—1941), литературный критик
- Сослани, Шалва Виссарионович (1902—?), писатель
- Стрельченко, Вадим Константинович (1912—?), поэт
- Тренин, Владимир Владимирович (1904—1941), литературный критик
- Тригер, Марк Яковлевич (1895—1941), драматург
- Фоньо, Александр Васильевич (1901—1941), редактор издательства «Советский писатель»
- Фраерман, Рувим Исаевич (1891—1972), детский писатель
- Фурманский, Павел Наумович (1908—1970), драматург
- Чачиков, Александр Михайлович (1893—1941), поэт
- Чёрный, Осип Евсеевич (1899—1981), писатель
- Шторм, Георгий Петрович (1898—1978), писатель
- Яльцев, Павел Дмитриевич (1902—1941), драматург